# حسن مشحون
حس (۱۹۰۶–۱۹۷۹م) نویسنده، مقام‌دار فرهنگی گوناگون و موسیقی‌دان ایرانی بود که برای اثرش «تاریخ موسیقی ایران» شهرت یافت. او همچنین نویسندهٔ برخی کتاب‌های درسی ایران بوده‌است و مقام‌های بالایی در برخی ادارات فرهنگی داشته‌است.
کتاب «تاریخ موسیقی ایران» در سال ۱۳۷۳ به عنوان کتاب سالِ سیزدهمین دوره انتخاب کتاب سال٬ ۷برگزیده و معرفی شد.
کتاب تاریخ موسیقی ایران، نوشته حس، یکی از مهم‌ترین و دقیقترین کتاب‌های تاریخ موسیقی ایران است. حس نویسنده این کتاب، در سال ۱۲۸۵ شمسی در محله ارگ تهران به دنیا آمد. پس از پایان تحصیلات متوسطه، و فارغ التحصیلی از مدرسه دارالفنون، در دانش سرای عالی و در رشته تاریخ و جغرافیا تحصیل کرد و به عنوان رتبه اول از این دانش سرا، مدرک لیسانس خود را دریافت کرد. به عنوان رئیس در مدرسه آمریکایی شیراز مشغول به کار شد، و پس از آن در دبیرستان‌های البرز و دارالفنون، تدریس و به عنوان ریاست اداره محاکمات وزارت فرهنگ و مدیریت کل باستان‌شناسی در سال ۱۳۴۷ بازنشسته شد. پس از آن به عنوان استاد در رشته تاریخ موسیقی در دانشگاه تهران و در دانشکده هنرهای زیبا مشغول به کار شد. حسن مشحون در سال ۱۳۵۸ و پس از یک دوره طولانی بیماری در شبانگاه دوشنبه بیست هشتم خرداد هزار و سیصد و پنجاه و هشت، دار فانی را وداع گفت. مشحون در این کتاب از تعریف موسیقی آغاز می‌کند و ضمن توضیح در مورد چگونگی پیدایش موسیقی و سازها، از تمدن‌های پیشین و پیون آن‌ها با تمدن ایران باستان نیز سخن می‌گوید. در رابطه با تاریخ موسیقی ایران نیز از دوره آریایی‌ها تا ساسانیان، و پس از آن مادها، هخامنشیان، ساسانیان، موسیقی در دوره اسلام، دوره عباسیان، دانشمندان موسیقی دان دوره اسلامی، حمله مغول‌ها، دوره تیموری تا صفویه و قاجار و اتفاقات آن دوران، تا دوره پس از قاجار می‌گوید. پس از این توضیحات مفصل، به تقسیم‌بندی موسیقی ایران به لحن، توضیحاتی در مورد ایقاع و دورهای ریتمیک و اسامی آلات موسیقی و سلسله‌ها و خاندان‌ها، و رسالات کهن موسیقی می‌پردازد. آنچه در این کتاب به عنوان شاخصه اصلی بیان می‌شود، نوع نگرش نویسنده به عنوان مورخ و همچنین استاد تاریخ موسیقی است. چرا که به دلیل آشنایی و شناخت حس  نسبت به اساس موسیقی ایران، توضیحات داده شده در زمینه موارد تخصصی موسیقی، دارای مستندات تاریخی است و مانند دیگر کتاب‌های تاریخ موسیقی، به تعریف خاطره و شنیده‌ها نپرداخته است.